# Liste der bedeutendsten Schachturniere (1980–1989)
Dies ist eine Teilliste der Liste der bedeutendsten Schachturniere, die den Zeitraum 1980 bis 1989 umfasst.

## Liste
| Jahr      | Ort                                  | Sieger | 2. Platz | 3. Platz |
| --------- | ------------------------------------ | --- | --- | --- |
| 1979/1980 | Hastings                             | Ulf Andersson (Schweden), John Nunn (England) | | Sergej Makaritschew (UdSSR) |
| 1980      | Wijk aan Zee                         | Walter Browne (USA), Yasser Seirawan (USA) | | Viktor Kortschnoi (Schweiz) |
|           | Bad Kissingen                        | Anatoli Karpow (UdSSR) | Boris Spasski (UdSSR), Robert Hübner (BRD) | |
|           | Reykjavík                            | Wiktar Kuprejtschyk (UdSSR) | Walter Browne (USA) | Tony Miles (England), Gennadi Sosonko (Niederlande) |
|           | Lone Pine                            | Roman Dzindzichashvili (USA) | Tony Miles (England) | Bent Larsen (Dänemark), Efim Geller (UdSSR), Lew Alburt (USA), Juri Balaschow (UdSSR), Florin Gheorghiu (Rumänien)                                                                                                |
|           | Sarajevo                             | Vlastimil Hort (Tschechoslowakei) | Boris Ivkov (Jugoslawien), Bojan Kurajica (Jugoslawien) | |
|           | London                               | Tony Miles (England), Ulf Andersson (Schweden), Viktor Kortschnoi (Schweiz)                                                                              | | |
|           | Baku                                 | Garri Kasparow (UdSSR) | Alexander Beliavsky (UdSSR) | Eduard Gufeld (UdSSR), Adrian Mihalčišin (UdSSR), Karen Grigorjan (UdSSR) |
|           | Bugojno                              | Anatoli Karpow (UdSSR) | Bent Larsen (Dänemark) | Jan Timman (Niederlande) |
|           | Las Palmas                           | Tony Miles (England), Tigran Petrosjan (UdSSR), Efim Geller (UdSSR)                                                                                      | | |
|           | Amsterdam                            | Anatoli Karpow (UdSSR) | Jan Timman (Niederlande) | Gennadi Sosonko (Niederlande) |
|           | Jerewan                              | Arschak Petrosjan (UdSSR), Witali Tseschkowski (UdSSR)                                                                                                   | Oleg Romanischin (UdSSR) | |
|           | Puerto Madryn                        | Tony Miles (England), Ljubomir Ljubojević (Jugoslawien)                                                                                                  | | Oscar Panno (Argentinien) |
|           | Sotschi                              | Alexander Pantschenko (UdSSR) | Juri Balaschow (UdSSR) | Eugenio Torre (Philippinen) |
|           | Tilburg                              | Anatoli Karpow (UdSSR) | Lajos Portisch (Ungarn) | Jan Timman (Niederlande) |
|           | Taschkent                            | Alexander Beliavsky (UdSSR) | Sergei Dolmatow (UdSSR), Witali Tseschkowski (UdSSR) | |
|           | Vrbas                                | Tony Miles (England) | Tigran Petrosjan (UdSSR), András Adorján (Ungarn), Artur Jussupow (UdSSR) | |
|           | Baden bei Wien                       | Boris Spasski (UdSSR), Alexander Beliavsky (UdSSR) | | John Nunn (England) |
|           | Buenos Aires                         | Bent Larsen (Dänemark) | Jan Timman (Niederlande) | Ljubomir Ljubojević (Jugoslawien) |
| 1980/1981 | Hastings                             | Ulf Andersson (Schweden) | Eugenio Torre (Philippinen) | Anatoli Lein (USA) |
| 1981      | Wijk aan Zee                         | Gennadi Sosonko (Niederlande), Jan Timman (Niederlande)                                                                                                  | | Jewgeni Sweschnikow (UdSSR), Mark Taimanow (UdSSR) |
|           | Linares                              | Anatoli Karpow (UdSSR), Larry Christiansen (USA) | | Bent Larsen (Dänemark) |
|           | Tallinn                              | Michail Tal (UdSSR) | David Bronstein (UdSSR), Aivars Gipslis (UdSSR) | |
|           | Brasília                             | Ljubomir Ljubojević (Jugoslawien) | Walter Browne (USA) | Ulf Andersson (Schweden) |
|           | Bochum                               | Lubomir Kaválek (USA) | Vlastimil Hort (Tschechoslowakei) | Murray Chandler (England) |
|           | Lone Pine                            | Viktor Kortschnoi (Schweiz) | Yasser Seirawan (USA), Gennadi Sosonko (Niederlande), Svetozar Gligorić (Jugoslawien)                                                                                          | |
|           | Banja Luka                           | Witali Tseschkowski (UdSSR) | Gyula Sax (Ungarn), Dragoljub Velimirović (Jugoslawien), Predrag Nikolić (Jugoslawien)                                                                                         | |
|           | Bad Kissingen                        | Viktor Kortschnoi (Schweiz) | Yasser Seirawan (USA), Vlastimil Hort (Tschechoslowakei) | |
|           | Moskau                               | Anatoli Karpow (UdSSR) | Garri Kasparow (UdSSR), Lew Polugajewski (UdSSR), Wassili Smyslow (UdSSR) | |
|           | Amsterdam                            | Jan Timman (Niederlande) | Lajos Portisch (Ungarn), Anatoli Karpow (UdSSR) | |
|           | Lwiw                                 | Michail Tal (UdSSR), Oleg Romanischin (UdSSR) | | Arschak Petrosjan (UdSSR) |
|           | Dortmund                             | Hennadij Kusmin (UdSSR), Jonathan Speelman (England), Lubomir Ftáčnik (Tschechoslowakei)                                                                 | | |
|           | Las Palmas                           | Jan Timman (Niederlande) | Bent Larsen (Dänemark) | Yasser Seirawan (USA), Viktor Kortschnoi (Schweiz) |
|           | Baden-Baden                          | Tony Miles (England), Zoltán Ribli (Ungarn) | | Viktor Kortschnoi (Schweiz) |
|           | Biel                                 | Eric Lobron (BRD), Vlastimil Hort (Tschechoslowakei) | | Michael Stean (England) |
|           | Johannesburg                         | Ulf Andersson (Schweden) | Viktor Kortschnoi (Schweiz), Robert Hübner (BRD) | |
|           | Riga                                 | Michail Tal (UdSSR) | Witali Tseschkowski (UdSSR) | Oleg Romanischin (UdSSR) |
|           | London                               | Raymond Keene (England), Yasser Seirawan (USA), Tony Miles (England)                                                                                     | | |
|           | Sotschi                              | Witali Tseschkowski (UdSSR) | Lew Polugajewski (UdSSR) | Anatoli Waisser (UdSSR) |
|           | Vršac                                | Gyula Sax (Ungarn) | Jan Smejkal (Tschechoslowakei) | Tigran Petrosjan (UdSSR) |
|           | Tilburg                              | Alexander Beliavsky (UdSSR) | Tigran Petrosjan (UdSSR) | Lajos Portisch (Ungarn), Jan Timman (Niederlande) |
| 1981/1982 | Porz                                 | Michail Tal (UdSSR) | Tony Miles (England) | Vlastimil Hort (Tschechoslowakei) |
|           | Hastings                             | Wiktar Kuprejtschyk (UdSSR) | Wassili Smyslow (UdSSR), Jonathan Speelman (England) | |
| 1982      | Wijk aan Zee                         | John Nunn (England), Juri Balaschow (UdSSR) | | John van der Wiel (Niederlande), Vlastimil Hort (Tschechoslowakei) |
|           | Mar del Plata                        | Jan Timman (Niederlande) | Lajos Portisch (Ungarn) | Yasser Seirawan (USA), Anatoli Karpow (UdSSR), Lew Polugajewski (UdSSR) |
|           | Surakarta/Denpasar                   | Walter Browne (USA), Ron Henley (USA) | | Murray Chandler (England), Larry Christiansen (USA), Gennadi Sosonko (Niederlande), Bojan Kurajica (Jugoslawien), Vlastimil Hort (Tschechoslowakei)                                                               |
|           | Jerewan (Zonenturnier)               | Artur Jussupow (UdSSR) | Lew Psachis (UdSSR), Wolodymyr Tukmakow (UdSSR) | |
|           | Sarajevo                             | Alexander Beliavsky (UdSSR) | Vlatko Kovačević (Jugoslawien) | Predrag Nikolić (Jugoslawien) |
|           | Lugano                               | Viktor Kortschnoi (Schweiz) | John Nunn (England) | Boris Spasski (UdSSR), Sead Rašidović (Jugoslawien), Milutin Kostić (Jugoslawien), Klaus Bischoff (BRD), Roland Ekström (Schweden), Edwin (Schweiz), Bernd Stein (BRD), Bela Soos (BRD), Ivan Nemet (Jugoslawien) |
|           | Dortmund                             | Vlastimil Hort (Tschechoslowakei) | Oleg Romanischin (UdSSR) | Lew Psachis (UdSSR) |
|           | Chicago                              | Robert Hübner (BRD) | Walter Browne (USA) | Viktor Kortschnoi (Schweiz) |
|           | London                               | Ulf Andersson (Schweden), Anatoli Karpow (UdSSR) | | Yasser Seirawan (USA) |
|           | Bugojno                              | Garri Kasparow (UdSSR) | Lew Polugajewski (UdSSR), Ljubomir Ljubojević (Jugoslawien) | |
|           | Minsk                                | Witali Tseschkowski (UdSSR) | Sergei Dolmatow (UdSSR) | Leonid Judassin (UdSSR) |
|           | Moskau                               | Michail Tal (UdSSR), Rafael Vaganian (UdSSR) | | Rainer Knaak (DDR), Efim Geller (UdSSR) |
|           | Turin                                | Anatoli Karpow (UdSSR), Ulf Andersson (Schweden) | | Ljubomir Ljubojević (Jugoslawien), Lajos Portisch (Ungarn) |
|           | Amsterdam                            | Vlastimil Hort (Tschechoslowakei), Nigel Short (England)                                                                                                 | | Gennadi Sosonko (Niederlande) |
|           | Las Palmas (Interzonenturnier)       | Zoltán Ribli (Ungarn) | Wassili Smyslow (UdSSR) | Mihai Șubă (Rumänien) |
|           | Biel                                 | John Nunn (England), Florin Gheorghiu (Rumänien) | | Vlastimil Hort (Tschechoslowakei) |
|           | Toluca (Interzonenturnier)           | Lajos Portisch (Ungarn), Eugenio Torre (Philippinen) | | Boris Spasski (UdSSR) |
|           | Moskau (Interzonenturnier)           | Garri Kasparow (UdSSR) | Alexander Beliavsky (UdSSR) | Michail Tal (UdSSR), Ulf Andersson (Schweden) |
|           | Tilburg                              | Anatoli Karpow (UdSSR) | Jan Timman (Niederlande) | Ulf Andersson (Schweden), Gennadi Sosonko (Niederlande) |
|           | Novi Sad                             | John van der Wiel (Niederlande) | Petar Popović (Jugoslawien), Miguel Quinteros (Argentinien) | |
|           | Manila                               | Eric Lobron (BRD), Lew Polugajewski (UdSSR) | | Eugenio Torre (Philippinen) |
|           | Sotschi                              | Michail Tal (UdSSR) | Predrag Nikolić (Jugoslawien) | Oleg Romanischin (UdSSR), Semjon Dwoiris (UdSSR), Anatoli Waisser (UdSSR) |
| 1982/1983 | Hastings                             | Rafael Vaganian (UdSSR) | Vlatko Kovačević (Jugoslawien) | Jacob Murey (Israel), Lubomir Ftáčnik (Tschechoslowakei) |
| 1983      | Wijk aan Zee                         | Ulf Andersson (Schweden) | Zoltán Ribli (Ungarn) | Walter Browne (USA), Vlastimil Hort (Tschechoslowakei) |
|           | Linares                              | Boris Spasski (UdSSR) | Anatoli Karpow (UdSSR), Ulf Andersson (Schweden) | |
|           | Tallinn                              | Michail Tal (UdSSR), Rafael Vaganian (UdSSR) | | Tigran Petrosjan (UdSSR), Mihai Șubă (Rumänien), Jaan Ehlvest (UdSSR) |
|           | Lugano                               | Yasser Seirawan (USA) | John Nunn (England), Florin Gheorghiu (Rumänien), Iván Faragó (Ungarn), Jan Timman (Niederlande)                                                                               | |
|           | Sarajevo                             | Predrag Nikolić (Jugoslawien) | Jan Smejkal (Tschechoslowakei), András Adorján (Ungarn) | |
|           | Dortmund                             | Mihai Șubă (Rumänien) | Vlastimil Hort (Tschechoslowakei), Murray Chandler (England) | |
|           | Banja Luka                           | Krunoslav Hulak (Jugoslawien), András Adorján (Ungarn), Jonathan Speelman (England)                                                                      | | |
|           | Jūrmala                              | Oleg Romanischin (UdSSR) | Murray Chandler (England) | Aivars Gipslis (UdSSR) |
|           | Arnheim/Amsterdam                    | Murray Chandler (England), Gyula Sax (Ungarn) | | Jan Timman (Niederlande), Vlastimil Hort (Tschechoslowakei) |
|           | Biel                                 | Tony Miles (England), John Nunn (England) | | András Adorján (Ungarn) |
|           | Gjøvik                               | John Nunn (England), András Adorján (Ungarn), Walter Browne (USA)                                                                                        | | |
|           | Hannover                             | Anatoli Karpow (UdSSR) | Tamas Giorgadse (UdSSR) | Juri Balaschow (UdSSR) |
|           | Nikšić                               | Garri Kasparow (UdSSR) | Bent Larsen (Dänemark) | Boris Spasski (UdSSR), Lajos Portisch (Ungarn) |
|           | Tilburg                              | Anatoli Karpow (UdSSR) | Ljubomir Ljubojević (Jugoslawien), Lajos Portisch (Ungarn) | |
|           | Bath                                 | Tony Miles (England) | Anatoli Karpow (UdSSR) | Stefan Kindermann (BRD), Walter Browne (USA) |
|           | Indonesien                           | Jan Timman (Niederlande) | Lajos Portisch (Ungarn) | Artur Jussupow (UdSSR) |
| 1983/1984 | Hastings                             | Jonathan Speelman (England), Lars Karlsson (Schweden) | | Jonathan Mestel (England) |
| 1984      | Wijk aan Zee                         | Alexander Beliavsky (UdSSR), Viktor Kortschnoi (Schweiz)                                                                                                 | | Predrag Nikolić (Jugoslawien) |
|           | Lwiw                                 | Rafael Vaganian (UdSSR), Josif Dorfman (UdSSR) | | Lew Psachis (UdSSR), Wjatscheslaw Ejnhorn (UdSSR) |
|           | Lugano                               | Gyula Sax (Ungarn) | John Nunn (England), Florin Gheorghiu (Rumänien), Yasser Seirawan (USA), Mišo Cebalo (Jugoslawien)                                                                             | |
|           | Sarajevo                             | Viktor Kortschnoi (Schweiz), Jan Timman (Niederlande) | | John van der Wiel (Niederlande), Artur Jussupow (UdSSR) |
|           | Oslo                                 | Anatoli Karpow (UdSSR) | Tony Miles (England), Sergej Makaritschew (UdSSR) | |
|           | New York City                        | Roman Dzindzichashvili (USA) | Lajos Portisch (Ungarn), András Adorján (Ungarn), Gennadi Sosonko (Niederlande), Lubomir Kaválek (USA), Boris Kogan (USA)                                                      | |
|           | London                               | Anatoli Karpow (UdSSR) | Lew Polugajewski (UdSSR), Murray Chandler (England) | |
|           | Bugojno                              | Jan Timman (Niederlande) | Zoltán Ribli (Ungarn) | Eugenio Torre (Philippinen) |
|           | Amsterdam                            | Jan Timman (Niederlande) | Lajos Portisch (Ungarn) | Murray Chandler (England) |
|           | Biel                                 | Vlastimil Hort (Tschechoslowakei), Robert Hübner (BRD)                                                                                                   | | Viktor Kortschnoi (Schweiz) |
|           | London                               | John Nunn (England), Murray Chandler (England), Sergey Kudrin (USA), Tony Miles (England), Boris Spasski (Frankreich)                                    | | |
|           | Zürich                               | John Nunn (England) | Juan Manuel Bellón López (Spanien), Florin Gheorghiu (Rumänien), Viktor Kortschnoi (Schweiz), Yasser Seirawan (USA), Gennadi Sosonko (Niederlande), Boris Spasski (Frankreich) | |
|           | Tilburg                              | Tony Miles (England) | Robert Hübner (BRD), Wolodymyr Tukmakow (UdSSR), Zoltán Ribli (Ungarn), Alexander Beliavsky (UdSSR)                                                                            | |
|           | Novi Sad                             | Predrag Nikolić (Jugoslawien) | Petar Popović (Jugoslawien), Andreï Sokolov (UdSSR) | |
|           | Titograd                             | Viktor Kortschnoi (Schweiz), Dragoljub Velimirović (Jugoslawien)                                                                                         | | Michail Tal (UdSSR) |
| 1984/1985 | Reggio nell’Emilia                   | Lajos Portisch (Ungarn) | Vlastimil Hort (Tschechoslowakei), Jan Timman (Niederlande) | |
| 1985      | Gausdal (Zonenturnier)               | Simen Agdestein (Norwegen), Margeir Pétursson (Island)                                                                                                   | | Bent Larsen (Dänemark) |
|           | Wijk aan Zee                         | Jan Timman (Niederlande) | John Nunn (England), Alexander Beliavsky (UdSSR) | |
|           | Reykjavík                            | Bent Larsen (Dänemark) | Boris Spasski (Frankreich), Margeir Pétursson (Island) | |
|           | Prag (Zonenturnier)                  | József Pintér (Ungarn), Vlastimil Jansa (Tschechoslowakei), Mihai Șubă (Rumänien)                                                                        | | |
|           | Kopenhagen                           | József Pintér (Ungarn) | Bent Larsen (Dänemark), Curt Hansen (Dänemark), Helgi Ólafsson (Island) | |
|           | Linares                              | Robert Hübner (BRD), Ljubomir Ljubojević (Jugoslawien)                                                                                                   | | Lajos Portisch (Ungarn), Viktor Kortschnoi (Schweiz) |
|           | Sarajevo                             | Smbat Lputjan (UdSSR) | Ulf Andersson (Schweden) | Zoltán Ribli (Ungarn) |
|           | New York City                        | Ljubomir Ljubojević (Jugoslawien), Yasser Seirawan (USA), Larry Christiansen (USA), Boris Kudrin (USA), Nick de Firmian (USA), Maxim Dlugy (USA)         | | |
|           | Moskau                               | Oleg Romanischin (UdSSR) | Rafael Vaganian (UdSSR) | Wolodymyr Tukmakow (UdSSR) |
|           | Zagreb/Rijeka                        | Jan Timman (Niederlande) | Krunoslav Hulak (Jugoslawien) | Gyula Sax (Ungarn) |
|           | Tunis (Interzonenturnier)            | Artur Jussupow (UdSSR) | Alexander Beliavsky (UdSSR) | Lajos Portisch (Ungarn) |
|           | Portorož/Ljubljana                   | Lajos Portisch (Ungarn), Zoltán Ribli (Ungarn), Tony Miles (England)                                                                                     | | |
|           | Taxco de Alarcón (Interzonenturnier) | Jan Timman (Niederlande) | Jesús Nogueiras (Kuba) | Michail Tal (UdSSR) |
|           | Biel (Interzonenturnier)             | Rafael Vaganian (UdSSR) | Yasser Seirawan (USA) | Andreï Sokolov (UdSSR) |
|           | Amsterdam                            | Anatoli Karpow (UdSSR) | Jan Timman (Niederlande) | John Nunn (England) |
|           | Tilburg                              | Tony Miles (England), Robert Hübner (BRD), Viktor Kortschnoi (Schweiz)                                                                                   | | |
|           | Næstved                              | Rafael Vaganian (UdSSR), Walter Browne (USA), Bent Larsen (Dänemark)                                                                                     | | |
|           | Montpellier (Kandidatenturnier)      | Artur Jussupow (UdSSR), Rafael Vaganian (UdSSR), Andreï Sokolov (UdSSR)                                                                                  | | |
|           | Brüssel                              | Viktor Kortschnoi (Schweiz) | Boris Spasski (Frankreich) | John van der Wiel (Niederlande) |
| 1985/1986 | Reggio nell’Emilia                   | Ulf Andersson (Schweden), Ljubomir Ljubojević (Jugoslawien), Oleg Romanischin (UdSSR)                                                                    | | |
| 1986      | Wien                                 | Viktor Kortschnoi (Schweiz), Alexander Beliavsky (UdSSR)                                                                                                 | | Lubomir Ftáčnik (Tschechoslowakei), Anatoli Karpow (UdSSR), Florin Gheorghiu (Rumänien), John Nunn (England), Miguel Quinteros (Argentinien), Carlos García Palermo (Argentinien), Boris Spasski (Frankreich)     |
|           | Wijk aan Zee                         | Nigel Short (England) | Ljubomir Ljubojević (Jugoslawien), John van der Wiel (Niederlande), Predrag Nikolić (Jugoslawien)                                                                              | |
|           | Reykjavík                            | Predrag Nikolić (Jugoslawien) | Tony Miles (England), Michail Tal (UdSSR), Bent Larsen (Dänemark), Florin Gheorghiu (Rumänien), Waleri Salow (UdSSR), Curt Hansen (Dänemark), Jóhann Hjartarson (Island)       | |
|           | Lugano                               | Viktor Kortschnoi (Schweiz), Lev Gutman (BRD), Nigel Short (England)                                                                                     | | |
|           | London                               | Glenn Flear (England) | Murray Chandler (England), Nigel Short (England) | |
|           | Brüssel                              | Anatoli Karpow (UdSSR) | Viktor Kortschnoi (Schweiz) | Eugenio Torre (Philippinen), Jan Timman (Niederlande), Tony Miles (England) |
|           | Sarajevo                             | Lew Psachis (UdSSR), Kiril Georgiew (Bulgarien), Lajos Portisch (Ungarn)                                                                                 | | |
|           | Dortmund                             | Zoltán Ribli (Ungarn) | Tony Miles (England), Vlastimil Hort (Tschechoslowakei), John Fedorowicz (USA)                                                                                                 | |
|           | Bugojno                              | Anatoli Karpow (UdSSR) | Andreï Sokolov (UdSSR), Ljubomir Ljubojević (Jugoslawien) | |
|           | Biel                                 | Lew Polugajewski (UdSSR), Eric Lobron (BRD) | | Mišo Cebalo (Jugoslawien), Vlastimil Hort (Tschechoslowakei) |
|           | Amsterdam                            | Ljubomir Ljubojević (Jugoslawien) | John van der Wiel (Niederlande) | Zoltán Ribli (Ungarn) |
|           | Szirák                               | Lew Psachis (UdSSR) | József Pintér (Ungarn) | Jesús Nogueiras (Kuba), Ian Rogers (Australien) |
|           | Sotschi                              | Svetozar Gligorić (Jugoslawien), Alexander Beliavsky (UdSSR), Rafael Vaganian (UdSSR)                                                                    | | |
|           | Solingen                             | Robert Hübner (BRD) | Ralf Lau (BRD), Nigel Short (England) | |
|           | Tilburg                              | Alexander Beliavsky (UdSSR) | Ljubomir Ljubojević (Jugoslawien) | Anatoli Karpow (UdSSR) |
|           | Brüssel                              | Garri Kasparow (UdSSR) | Viktor Kortschnoi (Schweiz) | Robert Hübner (BRD), John Nunn (England) |
| 1986/1987 | Reggio nell’Emilia                   | Zoltán Ribli (Ungarn) | Vlastimil Hort (BRD), Alexander Tschernin (UdSSR), Wassili Smyslow (UdSSR), Boris Spasski (Frankreich)                                                                         | |
|           | Hastings                             | Smbat Lputjan (UdSSR), Jonathan Speelman (England), Murray Chandler (England), Bent Larsen (Dänemark)                                                    | | |
| 1987      | Wijk aan Zee                         | Nigel Short (England), Viktor Kortschnoi (Schweiz) | | Ulf Andersson (Schweden) |
|           | Lugano                               | Yasser Seirawan (USA) | Radoslav Simić (Jugoslawien), John van der Wiel (Niederlande), Ivan Sokolov (Jugoslawien), Curt Hansen (Dänemark), Jeroen Piket (Niederlande)                                  | |
|           | Reykjavík                            | Nigel Short (England) | Michail Tal (UdSSR), Jan Timman (Niederlande) | |
|           | Sarajevo                             | Predrag Nikolić (Jugoslawien) | Lew Polugajewski (UdSSR), Rafael Vaganian (UdSSR) | |
|           | New York City                        | Yasser Seirawan (USA), András Adorján (Ungarn) | | Boris Spasski (Frankreich), Larry Christiansen (USA), Gyula Sax (Ungarn), Kevin Spraggett (Kanada), John Fedorowicz (USA), Boris Kudrin (USA)                                                                     |
|           | Dortmund                             | Juri Balaschow (UdSSR) | Ulf Andersson (Schweden), Wolodymyr Tukmakow (UdSSR) | |
|           | Brüssel                              | Ljubomir Ljubojević (Jugoslawien), Garri Kasparow (UdSSR)                                                                                                | | Anatoli Karpow (UdSSR) |
|           | Amsterdam                            | Anatoli Karpow (UdSSR), Jan Timman (Niederlande) | | Viktor Kortschnoi (Schweiz) |
|           | Leningrad                            | Rafael Vaganian (UdSSR) | Michail Gurewitsch (UdSSR) | Predrag Nikolić (Jugoslawien), Oleg Romanischin (UdSSR), Kiril Georgiew (Bulgarien), Waleri Salow (UdSSR) |
|           | Bilbao                               | Anatoli Karpow (UdSSR) | Ulf Andersson (Schweden) | Maia Tschiburdanidse (UdSSR), Ljubomir Ljubojević (Jugoslawien) |
|           | Subotica (Interzonenturnier)         | Gyula Sax (Ungarn), Nigel Short (England), Jonathan Speelman (England)                                                                                   | | |
|           | Biel                                 | Boris Gulko (USA) | Oleg Romanischin (UdSSR) | Daniel Cámpora (Argentinien) |
|           | Szirák (Interzonenturnier)           | Waleri Salow (UdSSR), Jóhann Hjartarson (Island) | | Lajos Portisch (Ungarn), John Nunn (England) |
|           | Zagreb (Interzonenturnier)           | Viktor Kortschnoi (Schweiz) | Jaan Ehlvest (UdSSR), Yasser Seirawan (USA) | |
|           | Amsterdam                            | John van der Wiel (Niederlande) | Murray Chandler (England), Jan Timman (Niederlande), Boris Gulko (USA) | |
|           | Tilburg                              | Jan Timman (Niederlande) | Robert Hübner (BRD), Predrag Nikolić (Jugoslawien) | |
|           | Vršac                                | Dragoljub Velimirović (Jugoslawien), Jaan Ehlvest (UdSSR)                                                                                                | | Petar Popović (Jugoslawien) |
|           | Belgrad                              | Ljubomir Ljubojević (Jugoslawien) | Jan Timman (Niederlande) | Alexander Beliavsky (UdSSR) |
| 1987/1988 | Reggio nell’Emilia                   | Wolodymyr Tukmakow (UdSSR) | Larry Christiansen (USA), Alexander Beliavsky (UdSSR) | |
|           | Hastings                             | Nigel Short (England) | Jonathan Speelman (England) | Bent Larsen (Dänemark) |
| 1988      | Wijk aan Zee                         | Anatoli Karpow (UdSSR) | Ulf Andersson (Schweden) | Simen Agdestein (Norwegen), Kiril Georgiew (Bulgarien) |
|           | Saint John                           | Yasser Seirawan (USA) | Smbat Lputjan (UdSSR), Branko Damljanović (Jugoslawien) | |
|           | Lwiw                                 | Gregory Kaidanov (UdSSR) | Wassyl Iwantschuk (UdSSR), Wolodymyr Malanjuk (UdSSR), Wiktor Moskalenko (UdSSR)                                                                                               | |
|           | Beʾer Scheva                         | Alon Greenfeld (Israel) | József Pintér (Ungarn), Viktor Kortschnoi (Schweiz) | |
|           | Linares                              | Jan Timman (Niederlande) | Alexander Beliavsky (UdSSR) | Artur Jussupow (UdSSR) |
|           | Amsterdam                            | Nigel Short (England) | Anatoli Karpow (UdSSR), Ljubomir Ljubojević (Jugoslawien) | |
|           | Trnava                               | Lubomir Ftáčnik (Tschechoslowakei) | Lew Psachis (UdSSR), Juri Balaschow (UdSSR) | |
|           | New York City                        | Wassyl Iwantschuk (UdSSR) | Guillermo García González (Kuba) | Bent Larsen (Dänemark), Wolodymyr Tukmakow (UdSSR), Alexander Tschernin (UdSSR), Iván Morovic (Chile), Božidar Ivanović (Jugoslawien), Nick de Firmian (USA), Attila Grószpéter (Ungarn)                          |
|           | Dortmund                             | Smbat Lputjan (UdSSR) | Daniel King (England), József Pintér (Ungarn) | |
|           | Brüssel                              | Anatoli Karpow (UdSSR) | Waleri Salow (UdSSR) | Ljubomir Ljubojević (Jugoslawien), John Nunn (England), Alexander Beliavsky (UdSSR) |
|           | Berlin                               | Sergei Smagin (UdSSR) | Waleri Tschechow (UdSSR) | Rainer Knaak (DDR), Gennadi Saitschik (UdSSR) |
|           | München                              | Jóhann Hjartarson (Island) | Robert Hübner (BRD) | Zoltán Ribli (Ungarn) |
|           | Jerewan                              | Smbat Lputjan (UdSSR) | Lew Psachis (UdSSR) | Juri Dochojan (UdSSR) |
|           | Haninge                              | Lew Polugajewski (UdSSR) | Ulf Andersson (Schweden) | Simen Agdestein (Norwegen) |
|           | Amsterdam                            | Garri Kasparow (UdSSR) | Anatoli Karpow (UdSSR) | Jan Timman (Niederlande) |
|           | Belfort                              | Garri Kasparow (UdSSR) | Anatoli Karpow (UdSSR) | Jaan Ehlvest (UdSSR) |
|           | Esbjerg                              | Rafael Vaganian (UdSSR), Wiktar Kuprejtschyk (UdSSR) | | Bent Larsen (Dänemark) |
|           | Protvino                             | Alexei Wyschmanawin (UdSSR), Lew Psachis (UdSSR), Juri Rasuwajew (UdSSR), Gregory Kaidanov (UdSSR)                                                       | | |
|           | Biel                                 | Ivan Sokolov (Jugoslawien), Boris Gulko (USA) | | Wolodymyr Tukmakow (UdSSR), Eugenio Torre (Philippinen) |
|           | Amsterdam A                          | Viktor Kortschnoi (Schweiz) | John Nunn (England) | Vlastimil Hort (BRD), Predrag Nikolić (Jugoslawien), John van der Wiel (Niederlande) |
|           | Amsterdam B                          | Boris Gelfand (UdSSR), Eric Lobron (BRD), Boris Gulko (USA)                                                                                              | | |
|           | Sotschi                              | Sergei Dolmatow (UdSSR) | Lew Psachis (UdSSR) | Juri Dochojan (UdSSR) |
|           | Tilburg                              | Anatoli Karpow (UdSSR) | Nigel Short (England) | Jóhann Hjartarson (Island), Predrag Nikolić (Jugoslawien), Jan Timman (Niederlande) |
|           | Viña del Mar                         | Ljubomir Ljubojević (Jugoslawien) | Boris Gulko (USA) | Oscar Panno (Argentinien) |
|           | Reykjavík                            | Garri Kasparow (UdSSR) | Alexander Beliavsky (UdSSR) | Michail Tal (UdSSR) |
|           | Belgrad                              | Krunoslav Hulak (Jugoslawien), Michail Gurewitsch (UdSSR), Lew Psachis (UdSSR), Jewgeni Pigussow (UdSSR), Lew Polugajewski (UdSSR), Igor Naumkin (UdSSR) | | |
| 1988/1989 | Reggio nell’Emilia                   | Michail Gurewitsch (UdSSR) | Kiril Georgiew (Bulgarien), Ulf Andersson (Schweden) | |
|           | Hastings                             | Nigel Short (England) | Viktor Kortschnoi (Schweiz) | Jonathan Speelman (England), Wassili Smyslow (UdSSR), Boris Gulko (USA) |
| 1989      | Wijk aan Zee                         | Viswanathan Anand (Indien), Predrag Nikolić (Jugoslawien), Zoltán Ribli (Ungarn), Gyula Sax (Ungarn)                                                     | | |
|           | Linares                              | Wassyl Iwantschuk (UdSSR) | Anatoli Karpow (UdSSR) | Ljubomir Ljubojević (Jugoslawien) |
|           | Trnva                                | Jewgeni Barejew (UdSSR) | Jan Smejkal (Tschechoslowakei) | Juri Balaschow (UdSSR) |
|           | Dortmund                             | Efim Geller (UdSSR) | Tibor Tolnai (Ungarn) | Jörg Hickl (BRD) |
|           | Amsterdam                            | Jan Timman (Niederlande) | Nigel Short (England) | Waleri Salow (UdSSR) |
|           | New York City                        | John Fedorowicz (USA) | Boris Gulko (USA), Lew Polugajewski (UdSSR), Eric Lobron (BRD), Helgi Ólafsson (Island)                                                                                        | |
|           | Barcelona                            | Garri Kasparow (UdSSR), Ljubomir Ljubojević (Jugoslawien)                                                                                                | | Waleri Salow (UdSSR) |
|           | Haninge                              | Lubomir Ftáčnik (Tschechoslowakei) | Ulf Andersson (Schweden), John van der Wiel (Niederlande), Michael Wilder (USA)                                                                                                | |
|           | Moskau                               | Sergei Dolmatow (UdSSR) | Wladimir Akopjan (UdSSR), Viktor Gavrikov (UdSSR), Jewgeni Wladimirow (UdSSR), Alexander Chalifman (UdSSR), Nick de Firmian (USA), Heorhij Tymoschenko (UdSSR)                 | |
|           | Jerewan                              | Wassyl Iwantschuk (UdSSR) | Smbat Lputjan (UdSSR) | Surab Asmaiparaschwili (UdSSR), András Adorján (Ungarn), Oleg Romanischin (UdSSR) |
|           | Rotterdam                            | Jan Timman (Niederlande) | Anatoli Karpow (UdSSR) | Rafael Vaganian (UdSSR) |
|           | Ljubljana/Rogaška Slatina            | Predrag Nikolić (Jugoslawien) | Yehuda Grünfeld (Israel) | Jewgeni Barejew (UdSSR) |
|           | Debrecen                             | Boris Gelfand (UdSSR) | Lembit Oll (UdSSR), Stefan Kindermann (BRD) | |
|           | Clermont-Ferrand                     | Gyula Sax (Ungarn), Sergei Dolmatow (UdSSR), Jaan Ehlvest (UdSSR), Olivier Renet (Frankreich), Viktor Kortschnoi (Schweiz)                               | | |
|           | Espoo (Zonenturnier)                 | Simen Agdestein (Norwegen) | Jouni Yrjölä (Finnland), Margeir Pétursson (Island), Bent Larsen (Dänemark) | |
|           | Biel                                 | Wassyl Iwantschuk (UdSSR), Lew Polugajewski (UdSSR) | | Ivan Sokolov (Jugoslawien) |
|           | Amsterdam                            | Alexander Beliavsky (UdSSR) | Jonathan Speelman (England), Viktor Kortschnoi (Schweiz) | |
|           | Skellefteå                           | Anatoli Karpow (UdSSR), Garri Kasparow (UdSSR) | | Lajos Portisch (Ungarn), Yasser Seirawan (USA), Nigel Short (England) |
|           | Tilburg                              | Garri Kasparow (UdSSR) | Viktor Kortschnoi (Schweiz) | Ljubomir Ljubojević (Jugoslawien), Gyula Sax (Ungarn) |
|           | Belgrad                              | Garri Kasparow (UdSSR) | Jan Timman (Niederlande), Jaan Ehlvest (UdSSR) | |
|           | Palma de Mallorca                    | Boris Gelfand (UdSSR) | Gata Kamsky (USA), Tony Miles (England) | |
|           | Groningen                            | Ian Rogers (Australien) | Viswanathan Anand (Indien) | Wassili Smyslow (UdSSR), Joris Brenninkmeijer (Niederlande), Jeroen Piket (Niederlande), Surab Asmaiparaschwili (UdSSR)                                                                                           |